# Medaglisti greci antichi
Conosciamo i nomi di diversi incisori di conii greci dell’antichità, tutti tramite le loro firma sulle monete. Al contrario la letteratura antica non riporta i loro nomi. La maggior parte delle monete firmate è stata coniata in Magna Graecia e in Sicilia.
| Nome        | Città                  | Periodo                      | Note                               |  |
| ----------- | ---------------------- | ---------------------------- | ---------------------------------- |  |
| Age         | Terina                 | IV secolo a.C.               |                                    |  |
| Aristoxenos | Metaponto; Herakleia   | I metà del IV secolo a. C.   |                                    |  |
| Choirion    | Katane                 | Fine V secolo a. C.          |                                    |  |
| Euainetos   | Siracusa               | ca. 420–395 a. C.            |                                    |  |
| Euarchidas  | Siracusa               | Fine V secolo a. C.          |                                    |  |
| Eumenos     | Siracusa               | ca. 415–400 a. C.            |                                    |  |
| Eukleidas   | Siracusa               | ca. 415–390 a. C.            |                                    |  |
| Euth-       | Siracusa               | ca. 405 a. C.                |                                    |  |
| Exakestidas | Kamarina, Siracusa (?) | ca. 415–405 a. C.            |                                    |  |
| Herakleidas | Catana                 | Fine V secolo a. C.          |                                    |  |
| Kimon       | Siracusa               | ca. 415–390 a. C.            |                                    |  |
| Kleudoros   | Elea                   | IV secolo a. C.              |                                    |  |
| Molossos    | Thurium                | I metà del IV secolo a. C.   |                                    |  |
| Nikandros   | Thurium                | I metà del IV secolo a. C.   |                                    |  |
| Philistion  | Elea                   | ca. 300 a. C.                |                                    |  |
| Phrygillos  | Siracusa, Thurium      | IV quarto del V secolo a. C. | signierte auch als Gemmenschneider |  |
| Prokles     | Naxos, Catana          | Fine V secolo a. C.          |                                    |  |
| Theodotos   | Klazomenai, Ionio      | ca. 370–350 a. C.            |                                    |  |
| Zoilos      | Macedonia              | ca. 175 a. C.                |                                    |  |